# Associazione Fascista Calcio Catania 1939-1940
Questa voce raccoglie le informazioni riguardanti l'Associazione Fascista Calcio Catania nelle competizioni ufficiali della stagione 1939-1940.

## Stagione
Nella stagione 1939-1940 il Catania disputò il quarto campionato di Serie B della sua storia. Come allenatore viene scelto István Mészáros, il tecnico però non arriva, sta scoppiando la guerra e l'ungherese è ufficiale dell'esercito. La soluzione in casa, per ovviare a quest'impasse è Mario Sernagiotto, che prende provvisoriamente le redini del gruppo in attesa di Mészaros. In Polonia si combatte la guerra dal 1º settembre e anche l'esercito italiano si mobilita, pur non entrando in guerra, Alcide Violi, Oreste Rotta e Renzo Bettini vengono chiamati alle armi a tempo indeterminato. Senza tre titolari e con un allenatore improvvisato, le quotazioni degli etnei in ottica campionato precipitano. Un torneo sfortunato che vedrà la squadra etnea chiudere all'ultimo posto della classifica, con sole tre vittorie in trentaquattro partite, l'ultima ottenuta a tavolino. Risultati mediocri che rimandano i rossazzurri in Serie C.

## Divise
| 1ª divisa |

## Organigramma societario
Area direttiva
- Presidente: Vittorio Emanuele Brusca

Area tecnica
- Allenatori: Mario Sernagiotto, poi György Orth (dal 4 ottobre)[1]

## Rosa
| N. |                   | Ruolo | Calciatore                   |
| -- | ----------------- | ----- | ---------------------------- |
|    | Italia (bandiera) | P     | Angelo Costanzo              |
|    | Italia (bandiera) | P     | Guerrino Ferrarese           |
|    | Italia (bandiera) | P     | Gianni Mineo                 |
|    | Italia (bandiera) | P     | Mario Sernagiotto            |
|    | Italia (bandiera) | D     | Giuseppe Fardella            |
|    | Italia (bandiera) | D     | Guido Manfré                 |
|    | Italia (bandiera) | D     | Luigi Gioacchino Nebbia (II) |
|    | Italia (bandiera) | D     | Oreste Rotta                 |
|    | Italia (bandiera) | D     | Nello Tedeschini             |
|    | Italia (bandiera) | D     | Nello Tomat                  |
|    | Italia (bandiera) | D     | Aldo Tugnoli                 |
|    | Italia (bandiera) | C     | Enzo Bellini                 |
|    | Italia (bandiera) | C     | Renzo Bettini                |

| N. |                   | Ruolo | Calciatore            |
| -- | ----------------- | ----- | --------------------- |
|    | Italia (bandiera) | C     | Mario De Bartoli      |
|    | Italia (bandiera) | C     | Carmelo Di Bella      |
|    | Italia (bandiera) | C     | Attilio Ferraris (IV) |
|    | Italia (bandiera) | C     | Mirko Gruden          |
|    | Italia (bandiera) | C     | Salvatore Messina     |
|    | Italia (bandiera) | C     | Giulio Rossi          |
|    | Italia (bandiera) | A     | Giuseppe Mancini      |
|    | Italia (bandiera) | A     | Nicolò Nicolosi       |
|    | Italia (bandiera) | A     | Armando Perrone       |
|    | Italia (bandiera) | A     | Gaetano Pinto         |
|    | Italia (bandiera) | A     | Carlo Ravizzoli       |
|    | Italia (bandiera) | A     | Alcide Ivan Violi     |

## Risultati

### Serie B

#### Girone di andata
| Arbitro: | Bellè (Venezia) |

|                             |           |  |
| Romano 65’ Dapas 88’ (rig.) | Marcatori |  |

| Arbitro: | Biancone (Roma) |

|  |           |                                         |
|  | Marcatori | 23’ Massiglia 38’ Varona 71’, 79’ Rosso |

| Arbitro: | Salvatori (Roma) |

|               |           |                                            |
| Ravizzoli 85’ | Marcatori | 2’ Ravasi 5’ Cominelli 57’ Gaddoni 59’ Bui |

| Arbitro: | Coletti (Treviso) |

|                                        |           |  |
| Dusi 12’ Palumbo 22’ Grazioli 58’, 62’ | Marcatori |  |

| Arbitro: | Tassini (Verona) |

|                    |           |                  |
| Ussello 66’ (rig.) | Marcatori | 70’ (rig.) Violi |

| Arbitro: | Scotto (Savona) |

|           |           |                |
| Rossi 62’ | Marcatori | 44’ Casanchini |

| Arbitro: | Galeati (Bologna) |

|           |           |                |
| Pinto 16’ | Marcatori | 62’ De Rosalia |

| Arbitro: | Curradi (Firenze) |

|                                    |           |  |
| Barbi 47’ Di Prisco 62’ Marini 67’ | Marcatori |  |

| Arbitro: | Carpani (Milano) |

|                                        |           |             |
| D'Odorico 15’ Degano 28’ Tabanelli 81’ | Marcatori | 3’ Nicolosi |

| Arbitro: | Coletti (Treviso) |

|                             |           |                  |
| Ravizzoli 9’ Violi 73’, 80’ | Marcatori | 11’ Di Benedetti |

| Arbitro: | Tonnetti (Roma) |

|             |           |                   |
| Bellini 43’ | Marcatori | 53’ Ponzinibio II |

| Sanremo 17 dicembre 1939 12ª giornata | Sanremese       | 0 – 0 | Catania | Stadio Littorio\| Arbitro: \| Macchi (Milano) \| |
| Arbitro:                              | Macchi (Milano) |       |         |                                                  |

| Arbitro: | Garzena (Voghera) |

|                                                                    |           |  |
| Costanzo 3’, 48’, 63’ Zidarich I 30’ Viani II 35’, 53’, 68’ (rig.) | Marcatori |  |

| Arbitro: | Limido (Milano) |

|             |           |              |
| Mancini 47’ | Marcatori | 83’ Torti II |

| Arbitro: | Gamba (Napoli) |

|  |           |                       |
|  | Marcatori | 2’ (rig.) Cappello IV |

| Arbitro: | Cardinali (Milano) |

|                                                      |           |  |
| Prata Pizzala 17’ Donati II 47’ Castigliano 62’, 78’ | Marcatori |  |

| Arbitro: | Rossi (Milano) |

|                                 |           |                                |
| Busoni 19’ Spadoni 31’ Lupi 53’ | Marcatori | 25’ Nicolosi 69’, 76’ Di Bella |

#### Girone di ritorno
| Arbitro: | Camiolo (Milano) |

|            |           |              |
| Bellini 2’ | Marcatori | 87’ Solbiati |

| Arbitro: | Rossi (Milano) |

|                                             |           |  |
| Ghezzi 14’, 37’ Cerutti 57’, 75’ Foglia 63’ | Marcatori |  |

| Arbitro: | Neri (Vicenza) |

|               |           |  |
| Cominelli 53’ | Marcatori |  |

| Catania 25 febbraio 1940 21ª giornata | Catania           | 0 – 0 | Brescia | Stadio Cibali\| Arbitro: \| Curradi (Firenze) \| |
| Arbitro:                              | Curradi (Firenze) |       |         |                                                  |

| Arbitro: | Ghetti (Modena) |

|                         |           |             |
| Messina 14’ Bellini 88’ | Marcatori | 25’ Ussello |

| Arbitro: | Venutti (Trieste) |

|                           |           |  |
| Colaneri 40’ Bramanti 41’ | Marcatori |  |

| Arbitro: | Rossi (Milano) |

|              |           |  |
| Di Falco 57’ | Marcatori |  |

| Arbitro: | Vettori (Pisa) |

|              |           |               |
| Ravizzoli 3’ | Marcatori | 29’ Di Prisco |

| Catania 7 aprile 1940 26ª giornata | Catania              | 0 – 0 | Udinese | Stadio Cibali\| Arbitro: \| Ciamberlini (Genova) \| |
| Arbitro:                           | Ciamberlini (Genova) |       |         |                                                     |

| Arbitro: | Rossi (Milano) |

|                                |           |           |
| Colli 9’ Di Benedetti 58’, 60’ | Marcatori | 82’ Violi |

| Arbitro: | Bogetti (Cuneo) |

|                                             |           |               |
| Tonali 27’ Ciferri 41’ Faccenda II 85’, 86’ | Marcatori | 47’ Ravizzoli |

| Arbitro: | Altomare (Taranto) |

|           |           |               |
| Rossi 71’ | Marcatori | 51’ Ghiglione |

| Arbitro: | Biancone (Roma) |

|              |           |                                       |
| Nicolosi 84’ | Marcatori | 4’, 83’ Stua 16’ Viani II 33’ Pomponi |

| Arbitro: | Neri (Vicenza) |

|                        |           |                      |
| Bolli 15’ Torti II 53’ | Marcatori | 67’ (rig.) Nebbia II |

| Arbitro: | Massironi (Milano) |

|                       |           |  |
| Bedosti 26’ Pavan 53’ | Marcatori |  |

| Catania 9 giugno 1940 33ª giornata | Catania                    | 0 – 0 | Pro Vercelli | Stadio Cibali\| Arbitro: \| Bertone (Torre Annunziata) \| |
| Arbitro:                           | Bertone (Torre Annunziata) |       |              |                                                           |

| 16 giugno 1940 34ª giornata | Catania | 2 – 0 A tav. | Molinella |  |

### Coppa Italia

#### Terzo turno eliminatorio
| Arbitro: | Scarpi (Dolo) |

|                                            |           |                       |
| Bellini 9’ Violi 45’, 59’, 77’ Mancini 66’ | Marcatori | 54’, 90’ (rig.) Preti |

#### Sedicesimi di finale
| Arbitro: | Biancone (Roma) |

|                 |           |  |
| Dugini 57’, 70’ | Marcatori |  |

## Statistiche

### Statistiche di squadra
| Competizione | Punti | In casa | In casa | In casa | In casa | In casa | In casa | In trasferta | In trasferta | In trasferta | In trasferta | In trasferta | In trasferta | Totale | Totale | Totale | Totale | Totale | Totale | DR  |
| Competizione | Punti | G       | V       | N       | P       | Gf      | Gs      | G            | V            | N            | P            | Gf           | Gs           | G      | V      | N      | P      | Gf     | Gs     | DR  |
| ------------ | ----- | ------- | ------- | ------- | ------- | ------- | ------- | ------------ | ------------ | ------------ | ------------ | ------------ | ------------ | ------ | ------ | ------ | ------ | ------ | ------ | --- |
| Serie B      | 19    | 17      | 3       | 10      | 4       | 16      | 22      | 17           | 0            | 3            | 14           | 8            | 47           | 34     | 3      | 13     | 18     | 24     | 69     | -45 |
| Coppa Italia |       | 1       | 1       | 0       | 0       | 5       | 2       | 1            | 0            | 0            | 1            | 0            | 2            | 2      | 1      | 0      | 1      | 5      | 4      | +1  |
| Totale       |       | 18      | 4       | 10      | 4       | 21      | 24      | 18           | 0            | 3            | 15           | 8            | 49           | 36     | 4      | 13     | 19     | 29     | 73     | -44 |

### Statistiche dei giocatori[5]
| Giocatore        | Serie B  | Serie B | Coppa Italia | Coppa Italia | Totale   | Totale |
| Giocatore        | Presenze | Reti    | Presenze     | Reti         | Presenze | Reti   |
| ---------------- | -------- | ------- | ------------ | ------------ | -------- | ------ |
| E. Bellini       | 28       | 3       | 1            | 1            | 29       | 4      |
| R. Bettini (II)  | 29       | 0       | 2            | 0            | 31       | 0      |
| A. Chiarenza     | 1        | 0       | -            | -            | 1        | 0      |
| G. Cicerano      | 1        | 0       | -            | -            | 1        | 0      |
| Costanzo         | 8        | 0       | -            | -            | 8        | 0      |
| M. De Bartoli    | 15       | 0       | 1            | 0            | 16       | 0      |
| C. Di Bella      | 13       | 2       | -            | -            | 13       | 2      |
| G. Fardella      | 4        | 0       | 1            | 0            | 5        | 0      |
| G. Ferrarese     | 11       | -?      | 2            | -4           | 13       | -4+    |
| A. Ferraris (IV) | 15       | 0       | -            | -            | 15       | 0      |
| M. Gruden        | 5        | 0       | -            | -            | 5        | 0      |
| G. Mancini       | 12       | 1       | 2            | 1            | 14       | 2      |
| G. Manfrè        | 21       | 0       | 2            | 0            | 23       | 0      |
| S. Messina       | 2        | 1       | -            | -            | 2        | 1      |
| G. Mineo         | 2        | -?      | -            | -            | 2        | -0+    |
| L.G. Nebbia (II) | 33       | 1       | 2            | 0            | 35       | 1      |
| N. Nicolosi      | 23       | 3       | -            | -            | 23       | 3      |
| A. Perrone       | 4        | 0       | -            | -            | 4        | 0      |
| G. Pinto         | 8        | 1       | -            | -            | 8        | 1      |
| C. Ravizzoli     | 22       | 4       | 2            | 0            | 24       | 4      |
| G. Rossi         | 21       | 2       | 2            | 0            | 23       | 2      |
| O. Rotta         | 23       | 0       | 1            | 0            | 24       | 0      |
| M. Sernagiotto   | 12       | -?      | -            | -            | 12       | -0+    |
| N. Tedeschini    | 15       | 0       | 2            | 0            | 17       | 0      |
| N. Tomat         | 8        | 0       | -            | -            | 8        | 0      |
| A. Tugnoli       | 3        | 0       | -            | -            | 3        | 0      |
| G. Varoli        | 1        | 0       | -            | -            | 1        | 0      |
| A.I. Violi       | 23       | 3       | 2            | 3            | 25       | 6      |